# Ommexecha virens
Ommexecha virens is een rechtvleugelig insect uit de familie Ommexechidae. De wetenschappelijke naam van deze soort is voor het eerst geldig gepubliceerd in 1831 door Jean Guillaume Audinet Serville.